# Ільківці (Мукачівський район)
І́льківці — село в Україні, у Закарпатській області, Мукачівському районі. Входить до складу Івановецької сільської громади.
Колишня назва — Єнківці.
Перша згадка у 1610 році під назвою Ilkofalwa.
Зміна назв: 1664- Ilko Falva, 1773- Ilkócz.

## Храм
Церква св. Трійці. 1930-і роки.
Населення села, заснованого в 1608 р., на кінець 19 ст.. становило 73 особи.
Дерев'яна церква, яка спочатку присвятили Христу Царю, — одна з небагатьох, збережених на Мукачівщині. Досить пізня за часом створення, вона, однак, збудована в добрій традиції народної архітектури.
За спогадами місцевих жителів, церкву збудували майстри з Чинадієва Іван Садварі та Коструб. Невеличке сільце будувало церкву важко і довго. Дерево селяни носили з лісу на плечах. Розказують, що планували збудувати більш видовжену церкву (біля ґанку видно сліди фундаменту), але коштів вистачило лише на меншу споруду. Закритий ґанок, здається, збудували пізніше.
Враження від церкви псує бляшаний дах, але обшиті ґонтом стіни випромінюють тепло, властиве дерев яним сільським хатам і старим церквам. У наві на підставках для хоругов вирізали дату — 1947 та ініціали (очевидно, різьбяра) — Ю. Г. К.
Біля церкви стоїть ладна дерев'яна дзвіниця, збудована в 1925 р. Цю дату вирізали на дерев'яній конструкції, яка тримає дзвони, виготовлені також у 1925 р.
Біля церкви стоїть гарно різьблений, різнокольорово пофарбований дерев'яний хрест з 1932 р.

## Населення
Згідно з переписом УРСР 1989 року чисельність наявного населення села становила 85 осіб, з яких 40 чоловіків та 45 жінок.
За переписом населення України 2001 року в селі мешкало 76 осіб. 100 % населення вказало своєю рідною мовою українську мову.

## Туристичні місця
- дерев'яний храм, який спочатку присвятили Христу Царю, — один з небагатьох, збережених 